# Iwaszkiwka (obwód żytomierski)
Iwaszkiwka (ukr. Івашківка) – wieś na Ukrainie, w obwodzie żytomierskim, w rejonie nowogrodzkim, nad Słuczą. W 2023 roku liczyła 430 mieszkańców.